# ایلونا بکشی
ایلونا بکشی (مجاری: Ilona Békési؛ زادهٔ ۱۱ دسامبر ۱۹۵۳) ژیمناست هنری زن اهل مجارستان بود.
وی در مسابقات کشوری و بین‌المللی در مجموع برندهٔ ۱ مدال برنز شده‌است.